# El Porvenir, Tabasco
El Porvenir är en ort i Mexiko.   Den ligger i kommunen Centla och delstaten Tabasco, i den sydöstra delen av landet, 700 km öster om huvudstaden Mexico City. El Porvenir ligger 6 meter över havet och antalet invånare är 237.
Terrängen runt El Porvenir är mycket platt. Havet är nära El Porvenir norrut. Runt El Porvenir är det ganska glesbefolkat, med 32 invånare per kvadratkilometer. Närmaste större samhälle är Ignacio Allende, 5,1 km sydost om El Porvenir. Omgivningarna runt El Porvenir är en mosaik av jordbruksmark och naturlig växtlighet.